# Chirurgie

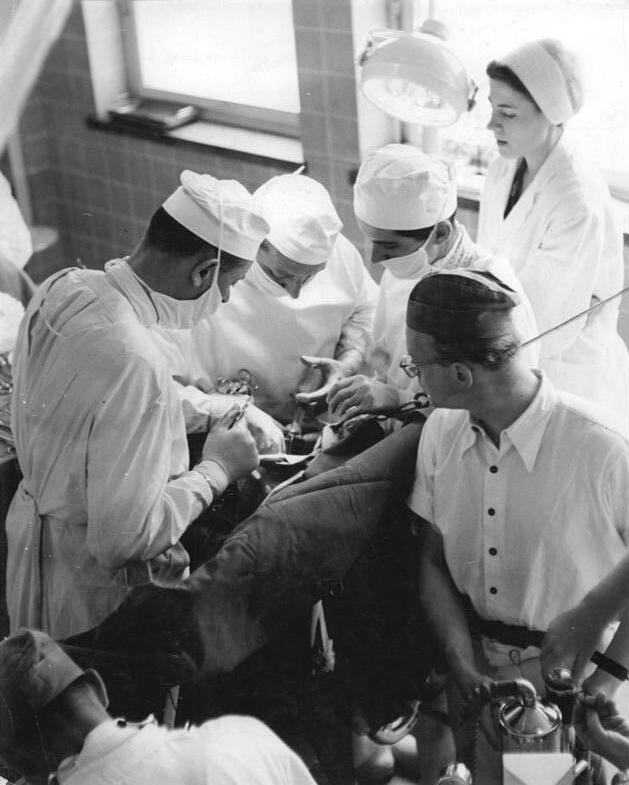
Chirurgischer Eingriff in Dresden (1956)

Die Chirurgie (über lateinisch chirurgia von altgriechisch χειρουργία cheirurgía „Arbeiten mit der Hand, Handarbeit, Handwerk, Handwirkung“) ist ein Teilgebiet der Medizin, das sich mit der operativen Behandlung von Krankheiten und Verletzungen beschäftigt. 
Eine die Chirurgie oder Teilgebiete der Chirurgie ausübende Person wird Chirurg genannt (von lateinisch chirurgus). Das Wort bezeichnete bis ins 16. Jahrhundert einen Wundarzt; das heutige Synonym ist ein operativ tätiger Mediziner.
Dagegen wurde in der Antike und bis weit in die Neuzeit hinein ein Arzt als Chirurg (von griechisch χειρουργός cheirūrgós, wörtlich „Handwerker“) bezeichnet, der eine (nicht notwendigerweise blutige) Manipulation am Körper des Patienten vornahm.
Die moderne Chirurgie entwickelte sich Ende des 19. Jahrhunderts, nachdem die Grundlagen der heutigen Asepsis und Antisepsis zur Verhütung von Wundinfektionen und Blutvergiftungen  sowie die der Anästhesie gelegt waren und sich ein tieferes Verständnis von Physiologie und Pathophysiologie entfaltet hatte.

## Geschichte

### Steinzeit

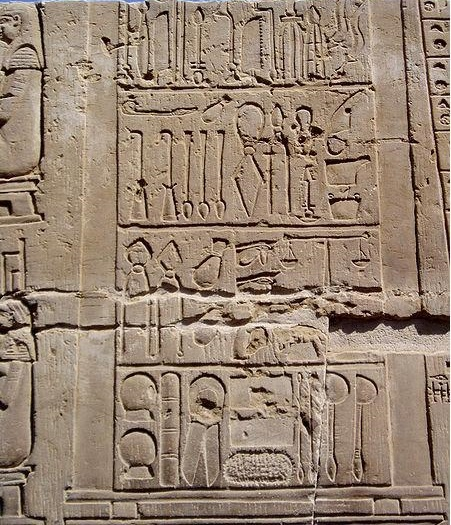
Darstellung von chirurgischen Instrumenten an der Rückwand des Tempels zu Kom Ombo (331–304 v. Chr.)

Schon aus der Steinzeit sind chirurgische Eingriffe nachgewiesen, die von den Patienten überlebt wurden. Diese Kunst war möglicherweise nicht auf den anatomisch modernen Mensch (Homo sapiens) beschränkt: Ein etwa 50.000 Jahre alter Skelettfund eines männlichen Neandertalers (Homo neanderthalensis) in der Shanidar-Höhle im Irak belegt eine mutmaßliche (allerdings umstrittene) Armamputation unterhalb des rechten Ellenbogens. Seit 12.000 Jahren lassen sich überlebte Trepanationen nachweisen. Das älteste akzeptierte Beispiel einer Amputation beim Menschen – eine Amputation von Fuß und Unterschenkel an einem Kind, die verheilte – fand sich 2020 auf Borneo (Liang Teho Höhle) und ist 31.000 Jahre alt. Davor war das älteste akzeptierte Beispiel ein 7000 Jahre altes Skelett aus der Jungsteinzeit in Buthiers-Boulancourt in Frankreich, dem der linke Unterarm teilweise amputiert wurde, was teilweise verheilte.

### Antike und Mittelalter
Operationen wurden in der Antike, besonders bei Ägyptern, Griechen (bereits bei Homer genannt) und Römern, mit speziellen (meist metallischen) Werkzeugen durchgeführt. Über die Erfolge und Heilungen ist wenig bekannt. Zu den Aufgaben der Chirurgie gehören seit jeher die Blutstillung bei Verletzungen sowie die Behandlung von Knochenbrüchen sowie von eiternden Wunden und chronischen Geschwüren.
Auch konservative chirurgische Therapiemethoden sind seit dem Altertum bekannt. So werden im etwa 1550 v. Chr. entstandenen Papyrus Edwin Smith (der Abschrift eines älteren Textes) die Reposition und anschließende Ruhigstellung von Unterkieferfrakturen mit Schienen und Binden beschrieben. Zu den antiken Zeugnissen für Schriften chirurgischen Inhalts gehören die im 5. Jahrhundert v. Chr. entstandenen Texte Über das Einrenken der Gelenke und Über die Knochenbrüche im Corpus Hippocraticum. Als erster namentlich bekannter Fachschriftsteller der operativen Chirurgie gilt der im 1. oder 2. Jahrhundert v. Chr. in Ägypten wirkende (Klaudios) Philoxenos. Er wird in den Schriften des Galenos als cheirurgos bezeichnet und Aulus Cornelius Celsus sah in ihm einen der bedeutendsten chirurgischen Fachautoren. Gemäß Celsus war die Chirurgie mit der Diätetik (Regelung der Lebensweise) und der Pharmakotherapie eines der drei Teile der (antiken) Medizin. Zu den weiteren Pionieren chirurgischer Texte gehört der pneumatische Arzt Antyllos, der um die Mitte des 2. Jahrhunderts (in einer Zeit der Blüte der Chirurgie) wirkte.
Vom Mittelalter bis in die frühe Neuzeit wurde die Chirurgie auch als Wundarznei (älter wundartzney usw.) bezeichnet, während heute damit ältere chirurgische Werke (insbesondere wundärztliche Arzneimittel-Handbücher) benannt werden (Seit dem 10. Jahrhundert wurde – bei Richer von Reims – der chirurgicus bzw. chirurgus vom medicus unterschieden). Das Konzil von Tours verbot im Jahr 1163 den akademisch ausgebildeten, oftmals auch geistliche Ämter innehabenden, Mediziner die als riskant angesehenen chirurgische Eingriffe, welche somit den Wundärzten vorbehalten waren. Ein bedeutender Vertreter der orientalischen Chirurgie im 9./10. Jahrhundert war Abulcasis.
Fachgebiet im Rahmen der Universitätsausbildung wurde die Chirurgie zunächst in Italien. Im 12. Jahrhundert lehrte der langobardisch-lombardische Chirurg Roger Frugardi an der Hochschule von Parma. Dessen mitgeschriebene Vorlesungen wurden 1170 von Guido d’Arezzo herausgegeben. Rogers chirurgisches Wissen gelangt dann an die medizinische Hochschulen von Salerno und Montpellier, und Rogers Urtext (die „Rogerina“, als später so genannte „Rolandina“ von Rogers Schüler Roland von Parma herausgegeben) war nach 1200 auch Grundlage der Ausbildungstätigkeit des vom Chirurg von der Weser überlieferten Wilhelm Burgensis. Mit Roger Frugardi und seiner cyrurgia begann die Tradition chirurgischer Lehrbücher. In Bologna wurde Chirurgie seit dem 13. Jahrhundert an der Universität gelehrt.
Im Jahr 1215 hatte das vierte Lateranische Konzil den im Rahmen der Klostermedizin oft medizinisch ausgebildeten Klerikern die Ausübung chirurgischer bzw. „handwerklicher“ ärztlicher Tätigkeiten untersagt (Ecclesia abhorret a sanguine, Inhonestum magistrum in medicina manu operari). Kurz danach verbot die Medizinische Fakultät von Paris die Lehre und Ausübung von Chirurgie innerhalb der Fakultät.
Ein weiterer bedeutender Chirurg des 13. Jahrhunderts war Bruno von Longoburgo, der sich wie Roger von Salerno und Roland von Parma wie die folgenden Chirurgen des 13. und 14. Jahrhunderts unter anderem mit der chirurgischen Therapie von Bauchwandbrüchen, vor allem dem Leistenbruch, befasste. Einen bedeutenden Aufschwung erlebte die mittelalterliche Chirurgie vom 14. bis zum 15. Jahrhundert, etwa mit Jehan Yperman († um 1330) und Heinrich von Pfalzpaint sowie den Chirurgenfamilien Branca und Vianeo di Maida. Ab 1306 lehrte in Paris der zuvor in Montpellier Chirurgie unterrichtende Chirurg und Hofchirurg französischer Könige Heinrich von Mondeville. Der Chirurg Guy de Chauliac, der den wie er im 14. Jahrhundert wirkenden Lanfrank von Mailand an Bedeutung noch übertraf, formulierte: „Die Chirurgie löst Zusammenhängendes, verbindet Getrenntes und entfernt, was überflüssig ist“. Zur Schmerzlinderung wurden beispielsweise mit Opium getränkte Schwämme dem Patienten vor Mund und Nase gehalten.

### Feldschere und Handwerkschirurgen

Hieronymus Fabricius, Operationes chirurgicae, 1685

Bis zum Aufkommen der akademischen Chirurgie führte der Bader (bzw. der Barbier) oder der Wundarzt mit handwerklicher Ausbildung (der Handwerkschirurg) Operationen durch. Die beim Militär tätigen Wundärzte wurden Feldschere genannt. Die moderne Chirurgie wurde von Militärärzten, Wundärzten wie Felix Würtz und italienischen Anatomen wie Hieronymus Fabricius (1537–1619) vorangetrieben. Etwa ab dem 16. Jahrhundert erweiterten Obduktionen die Kenntnisse der Anatomie und den chirurgischen Horizont ganz wesentlich (Obduktionen waren auch schon von einigen antiken griechischen Ärzten und vereinzelt im Mittelalter durchgeführt worden). Auch Henker übten gelegentlich chirurgische Tätigkeiten aus (Friedrich I. von Preußen hatte 1700 seinen Scharfrichter Coblenz, Sohn eines Scharfrichters, zum Leib- und Hofmedicus ernannt). Als Begründer der modernen Anatomie gilt Andreas Vesalius (1514–1564).
Für den Übergang vom Feldscher zum Chirurgen stehen Daniel Schwabe (* 1592), Johann Dietz (1665–1738), Alexander Kölpin (1731–1801) und Heinrich Callisen (1740–1824). Bekanntester Handwerkschirurg war Johann Andreas Eisenbarth (1663–1727), der bedeutendste Chirurg der Renaissance war Ambroise Paré. Das erste gedruckte deutschsprachige Lehrbuch der Chirurgie stammt von Hieronymus Brunschwig (1497) und basiert größtenteils auf Guy de Chauliac. Ein weiteres frühes Chirurgielehrbuch in Deutschland stammt vom Ulmer Stadtphysikus Johannes Scultetus, das Armamentarium chirurgicum, das auch von Nachfahren von Scultetus ins Deutsche übersetzt wurde (1666, Wundarzneyisches Zeughaus).
Carl Caspar Siebold, der seine Ausbildung als Wundarzt begonnen hatte, wurde an der Würzburger Universitätsklinik, dem Juliusspital, der erste Vertreter der akademischen Chirurgie.

### 18. Jahrhundert
Vor allem der schottische Arzt John Hunter gehörte zu den herausragendsten Vertretern der Chirurgie im Zeitalter des Vitalismus. In England wirkten zudem Percivall Pott und Benjamin Bell. Zu den bedeutendsten Chirurgen des 18. Jahrhunderts gehörten in Dänemark Heinrich Callisen, in Frankreich Pierre-Joseph Desault, François Chopart, Guillaume Dupuytren, Jean-Louis Petit, Henry François Le Dran sowie Nicolas Andry de Boisregard und in Deutschland Lorenz Heister, unter dem sich im ersten Viertel des 18. Jahrhunderts auch die praktische Chirurgie erstmals als akademische Disziplin zu etablieren begonnen hatte.

### 19. Jahrhundert
Die Chirurgie des letzten Drittels des 19. Jahrhunderts ist charakterisiert durch den Übergang von der Antisepsis zur Asepsis, den Ausbau der Inhalationsnarkose und der Lokalanästhesie, durch deutliche Verbesserungen der Operationstechnik und die schnell wachsende Bedeutung der Röntgendiagnostik. Zu Beginn des Jahrhunderts kannte man bereits die betäubende Wirkung von Lachgas und Äther, und ab 1842/1844 wurden der „Ätherrausch“ und Lachgas auch zur Durchführung von chirurgischen und zahnärztlichen Eingriffen benutzt. Ab 1847 wurde dazu sowie bei Geburten auch Chloroform eingesetzt. Von etwa der Mitte des 19. Jahrhunderts bis um 1878 wurden zahlreiche neue Operationsverfahren eingeführt wie die chirurgische Schielbehandlung, die erste gezielte Appendektomie, die Nephrektomie, die Anwendung der Galvanokaustik (Thermokauter) und die subkutane Osteotomie. Zudem wurde die Transplantationschirurgie (etwa durch Jacques Reverdin und Carl Thiersch) entwickelt und unter Louis Stromeyer wurden bedeutende Fortschritte in der operativen Orthopädie gemacht. Zu den bedeutenden englischen Chirurgen des 19. Jahrhunderts gehörte Astley Paston Cooper, zu den französischen etwa Jacques Lisfranc; in Deutschland wirkten etwa August Gottlieb Richter, Carl Ferdinand von Graefe und Johann Friedrich Dieffenbach wegweisend.

### 20. Jahrhundert (1900–1910)
Zu Beginn des 20. Jahrhunderts erfolgte ein Ausbau der Wiederherstellungs- und Transplantationschirurgie, ermöglicht durch Erkenntnisse aus der biologischen Erforschung von Regenerationsvorgängen. Die diagnostischen und therapeutischen Möglichkeiten wurden durch Anwendung der Röntgen- und Radiumstrahlung erweitert. Weitere Fortschritte auf den Gebieten der Asepsis und der Narkose wurden gemacht und neue Methoden ermöglichten die Förderung von Thoraxchirurgie und Hirnchirurgie. Zudem wurden nun häufiger auch konservative Methoden, etwa durch die Orthopädie, statt operativer Eingriffe angewandt, da bessere Kenntnisse über natürliche Heil- und Ausgleichsvorgänge gewonnen wurden.

### Antisepsis und Asepsis
Aufgrund fehlenden Wissens über Infektionsgefahren wurden die Instrumente und die Hände des Arztes oft nicht ausreichend gereinigt. Die Kittel waren damals dunkel, damit Schmutz und Blut darauf schwerer zu erkennen waren und man die Kittel nicht so oft waschen musste. Die Folge solch unhygienischen Vorgehens waren Wundinfektionen, Sepsis und Tod.
Ignaz Semmelweis erahnte Mitte des 19. Jahrhunderts die Ursache des Kindbettfiebers, ordnete ab 1847 erstmals strenge Hygienemaßnahmen an und leistete einen ersten wichtigen Beitrag zum Rückgang der Todesfälle. Joseph Lister experimentierte mit Karbol, ließ Hände und Instrumente damit reinigen, versprühte es über dem Operationsfeld und schuf ab etwa 1865 damit bereits eine keimarme Atmosphäre während des Eingriffs. Somit hatten Semmelweis (1861) und Lister (1867) die für eine Umwälzung der Chirurgie grundlegende Antisepsis eingeführt. Der Durchbruch in der Chirurgie kam mit der Entdeckung der krankheitserregenden Keime durch das Mikroskop, den Erkenntnissen von Louis Pasteur und Robert Koch und der darauffolgenden Entwicklung der Asepsis. Ihren Siegeszug zum heutigen Standard begründeten dann die Reinigung, Desinfektion und Sterilisation von medizinischen Werkzeugen und Materialien sowie die Einführung von sterilen Operationshandschuhen aus Gummi.
Chirurgische Pioniere der Antisepsis in Deutschland waren Richard von Volkmann, Ernst von Bergmann, „Listers Apostel“ Wilhelm Schultze und Friedrich Trendelenburg, der Asepsis Ernst von Bergmann und seine Schüler (etwa Curt Schimmelbusch und Dietrich Nasse) sowie Gustav Adolf Neuber.

### Schmerzbetäubung
Die heutige Chirurgie ist ohne die Emanzipation der Anästhesiologie nicht denkbar. Vor Einführung der Allgemeinnarkose (als Schwefeläther-Narkose) hatte der Chirurg wegen der starken Schmerzen des Patienten äußerst schnell zu arbeiten, Todesfälle durch Schmerz (Schock) waren, neben denen durch Infektionen und Blutungen, nicht selten. Von Dominique Jean Larrey (1766–1842), dem Leibarzt Napoleon Bonapartes, wird berichtet, dass er über 200 Amputationen an einem Tag vornehmen konnte. Amputationen waren damals häufig verstümmelnde Maßnahmen, denn auf einen Wundverschluss wurde im Allgemeinen verzichtet. Mit sorgfältiger Stumpfbildung und Weichteildeckung dauern Amputationen heute zum Teil mehr als eine Stunde.
Am 16. Oktober 1846 wurde durch William Thomas Green Morton die Äthernarkose bei einer Operation am Massachusetts General Hospital in Boston angewendet. Der „Äthertag von Boston“ gilt heute als Geburtsstunde der modernen Anästhesie und damit als eine der Voraussetzungen für die moderne Chirurgie. Am 21. Dezember 1846 setzte Robert Liston als erster Arzt in Europa das neue Narkoseverfahren bei einer Beinamputation in London ein. 1847 folgte durch James Young Simpson die Einführung von Chloroform zur chirurgischen und geburtshilflichen Narkose. Aus Gewohnheit operierte er dennoch sehr schnell und amputierte das Bein in 28 Sekunden. Der Chirurg August Bier und sein Assistent wandten 1898 die Spinalanästhesie erstmals erfolgreich an (Veröffentlichung 1899).

### Konservative Chirurgie
Erkenntnisse der Anatomie, der Pathologischen Anatomie und der experimentellen Physiologie öffneten den Chirurgen im 19. Jahrhundert neue Wege in der Wundbehandlung. 1858 löste die Zellularpathologie von Rudolf Virchow die bis dahin angewandten Prinzipien der Humoralpathologie ab, was sich nicht nur auf die internistisch, sondern auch die chirurgische Therapien auswirkte. Arterielle Blutungen wurden erfolgreich unterbunden. Immer mehr Chirurgen vermieden Eingriffe in die Gewebestruktur und voreilige Amputationen. Mit seiner Arbeit über die Heilung von Extremitätenverletzungen ohne Amputation wurde der aus der Schweiz stammende Kriegschirurg und preußische Leibarzt Johann Ulrich von Bilguer ab 1761 als Pionier der konservativen Chirurgie europaweit bekannt. In der Wundversorgung begann das konservative = erhaltende Vorgehen zu dominieren. Der schottische Chirurg William Fergusson (1808–1877) führte den Begriff „konservative Chirurgie“ in die Fachsprache ein.
Nach der Schlacht bei Waterloo behandelte der Göttinger Chirurg und Anatom Konrad Johann Martin Langenbeck im Lazarett von Antwerpen viele Schussverletzte. Seither riet er, jeden chirurgischen Eingriff als Eingriff in den komplexen Organismus sorgfältig abzuwägen. Zu den deutschen Begründern der konservativen Chirurgie zählen seine Schüler Friedrich von Esmarch, Louis Stromeyer, Nikolai Iwanowitsch Pirogow und Bernhard von Langenbeck (ein Neffe von Konrad Johann Martin Langenbeck). In Frankreich wurde Lucien Baudens (1804–1857) ihr Wegbereiter.
Vor dem Deutsch-Französischen Krieg (1870–1871) hatten sich alle in die Lazarette gehenden Chirurgen mit den Grundzügen der konservativen Behandlung von Schusswunden eingehend vertraut gemacht. Wegweiser waren:
- Esmarchs Ueber die Resection nach Schusswunden (1851),
- Stromeyers Maximen der Kriegsheilkunst (1855),
- Loefflers Grundsätze und Regeln für die Behandlung von Schusswunden im Kriege (1859),
- Pirogows Grundzüge der allgemeinen Kriegschirurgie (1864) und
- Bernhard von Langenbecks Ueber die Schußfraktur der Gelenke und ihre Behandlung (1868).

Noch während des Krieges konnten 18,8 % der Verwundeten (17.000) als geheilt und dienstfähig zu ihrem Truppenteil zurückkehren. Dank der Fortschritte der Medizin und ihrer Umsetzung durch die Militärärzte begann das Lazarett zur bedeutenden Quelle des Personalersatzes zu werden. Aufschluss über die Tätigkeit der deutschen Chirurgen im Deutsch-Französischen Krieg gibt der chirurgische Teil des fünfbändigen Berichtswerks, das die Medizinalabteilung des Preußischen Kriegsministeriums bald nach dem Krieg veröffentlichte. Die Redaktion hatte Richard von Volkmann, der selbst die konservative Wundbehandlung propagiert und fortentwickelt hatte.

### Operationen am Herzen
Durch die Fortschritte auf den Gebieten der Anästhesie und Asepsis gelang es bis um die Wende zum 20. Jahrhundert mehr und mehr Organe des menschlichen Körpers für chirurgische Eingriffe zugänglich zu machen. Eine große Ausnahme stellte jedoch lange Zeit das Zentralorgan des Blutkreislaufs, das Herz dar. Als ein Meilenstein der frühen Herzchirurgie gilt Ludwig Rehns 1896 erstmals geglückte Naht einer Herzwunde.
Doch mehr als solch äußere Eingriffe ließ sich vorerst nicht wagen. Die Herzwand zu durchtrennen, um im Herzinneren zu operieren schien noch im frühen 20. Jahrhundert undenkbar und war auch Jahrzehnte später noch unpraktikabel. Obwohl rein handwerklich durchaus zu bewerkstelligen, bestand das Hauptproblem intrakardialer Operationen schlicht in einem Mangel an Operationszeit. Um ein klares Sichtfeld herstellen und massive Blutverluste zu vermeiden, musste das Herz für die Dauer eines Eingriffs abgeklemmt, d. h. aus dem Blutkreislauf ausgegliedert werden, was binnen Minuten zu einem tödlichen Sauerstoffmangel im Gehirn führte. In der ersten Hälfte des 20. Jahrhunderts widmeten sich deshalb zahlreiche, sehr unterschiedliche Experimente der Verlängerung dieser Operationszeit. Nachhaltige Erfolge ließen sich erst in den 1950er Jahren unter Einsatz der induzierten Hypothermie und vor allem der Herz-Lungen-Maschine erzielen. Diese Methoden, später auch in Kombination angewendet, ermöglichten es erstmals mit kalkulierbarem Risiko im Inneren des blutleeren Herzens zur operieren und setzten das Feld der Herzchirurgie somit auf ein stabiles Fundament.

### Endoskopie
Von Kurt Semm 1967 in der Gynäkologie eingeführt, etablierte sich in den 1990er Jahren die minimalinvasive Chirurgie. Dabei werden die Patienten mit Endoskopen operiert, die über Stichinzisionen eingeführt sind. Der Chirurg sieht das Arbeitsfeld auf dem Bildschirm und bedient die Instrumente indirekt.
Die epochale Entwicklung der endoskopischen Chirurgie, von dem Chirurgen Ernst Kern 1993 als „Zweite Wende der Chirurgie“ bezeichnet, wurde von Johann von Mikulicz (1850–1905) in Wien eingeleitet. Erst in der zweiten Hälfte des 20. Jahrhunderts wurde sie von Olympus in Japan vorangetrieben, wo das schwer zu erkennende Magenkarzinom so häufig wie sonst nirgends auf der Welt auftrat.

## Chirurgische Operationen

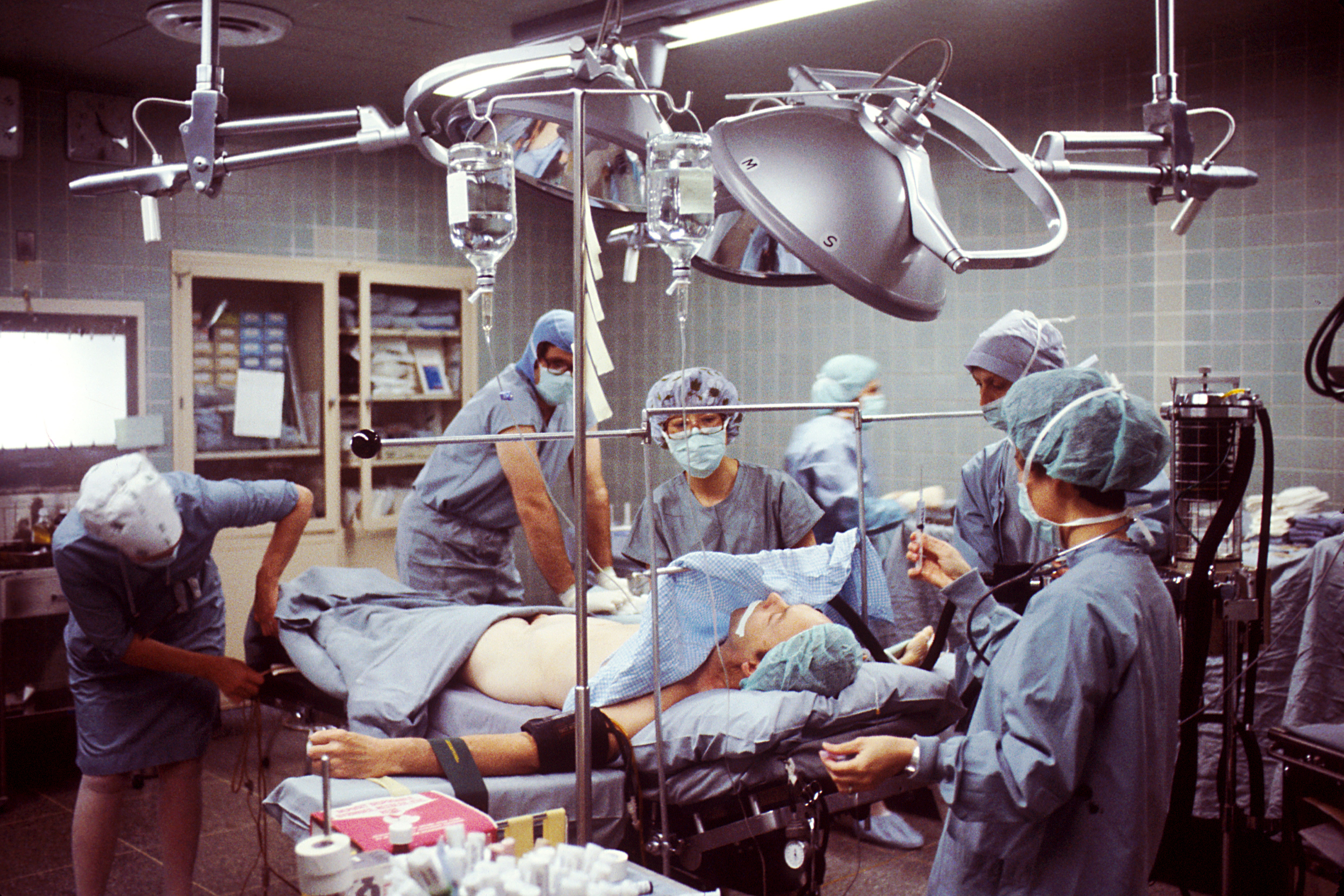
Operationsvorbereitung (1978)

## Qualitätssicherung
Der Beginn der ärztlichen externen Qualitätssicherung in der Chirurgie geht auf die Bayerische Perinatalerhebung Ende der 1960er Jahre zurück. Sie wurde mit dem Tracer-Diagnosenkonzept von Wolfgang Schega (Krefeld) und Otto Scheibe (Stuttgart-Feuerbach) auf die Chirurgie übertragen. Den entscheidenden Impuls gab Schega in seiner Präsidentschaft 1977. Die Landesärztekammer Baden-Württemberg und die Ärztekammer Nordrhein führten das System als erste in die klinische Routine ein. Auf dieser Grundlage wurde später das bundeseinheitliche System der externen Qualitätssicherung umgesetzt und weiterentwickelt. Dafür ist heute der Gemeinsame Bundesausschuss mit dem Institut für Qualitätssicherung und Transparenz im Gesundheitswesen zuständig. Um die Leistenhernie als inzwischen abgeschaffte Tracerdiagnose hatte sich Volker Schumpelick besonders verdient gemacht.

## Facharztrichtungen
Nach der Muster-Weiterbildungsordnung von 2018 umfasst das Gebiet Chirurgie in Deutschland folgende Facharztrichtungen:
1. Allgemeinchirurgie
2. Gefäßchirurgie
3. Herzchirurgie
4. Kinder- und Jugendchirurgie
5. Orthopädie und Unfallchirurgie
6. Plastische, Rekonstruktive und Ästhetische Chirurgie
7. Thoraxchirurgie
8. Viszeralchirurgie

### Facharztbezeichnung Allgemeinchirurg/Allgemeinchirurgin
Nach der deutschen Muster-Weiterbildungsordnung 2018 umfasst die Weiterbildung im Gebiet Chirurgie die Vorbeugung, Erkennung, konservative und operative Behandlung, Nachsorge und Rehabilitation von chirurgischen Erkrankungen, Verletzungen und Verletzungsfolgen sowie angeborenen und erworbenen Formveränderungen und Fehlbildungen der Gefäße, der inneren Organe einschließlich des Herzens, der Stütz- und Bewegungsorgane sowie der Wiederherstellungs- und Transplantationschirurgie.
Als Mindestanforderungen zum Erlangen der Facharzt-Bezeichnung Allgemeinchirurgie werden genannt:
72 Monate im Gebiet Chirurgie an anerkannten Weiterbildungsstätten, davon müssen abgeleistet werden:
- 18 Monate in Orthopädie und Unfallchirurgie,
- 18 Monate in Viszeralchirurgie,
- 6 Monate in der Notfallaufnahme,
- 6 Monate in der Intensivmedizin.

Die Inhalte der Facharzt-Weiterbildungen im Gebiet Chirurgie sind in der Muster-Weiterbildungsordnung festgeschrieben.

## Bekannte Chirurgen aus dem deutschsprachigen Raum
Im 19. Jahrhundert gewann die deutsche Chirurgie durch Johann von Mikulicz Weltgeltung. Der erste deutsche Chirurgenverein wurde durch Friedrich Ernst Baumgarten (1810–1869) gegründet. Über die schwierige Lage der Chirurgie in der Deutschen Demokratischen Republik berichtet Helmut Wolff. Einige bekannte Fachärzte für Chirurgie aus dem deutschsprachigen Raum sind:
- Martin Allgöwer (1917–2007), Chirurg und Hochschullehrer Basel

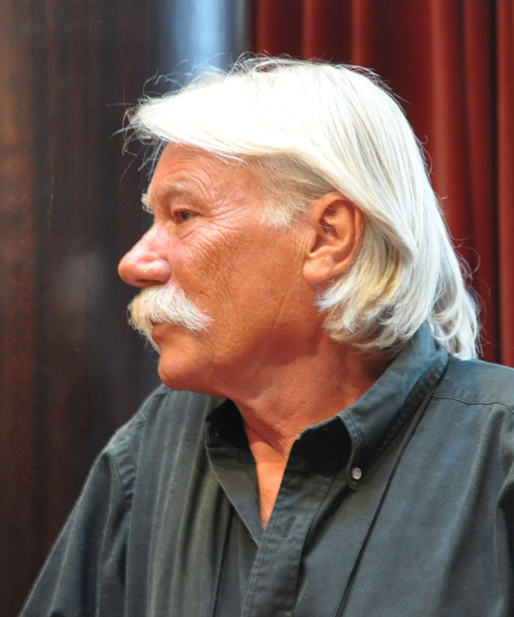
Jens-Rainer Allenberg (* 1942)

- Jens-Rainer Allenberg (* 1942), Wegbereiter der Gefäßchirurgie in Europa
- Helmtraut Arzinger-Jonasch (1935–2007), Traumatologie, Verbrennungschirurgie in der DDR
- Karl Heinrich Bauer (1890–1978), Onkologie
- Ernst von Bergmann (1836–1907), Kriegs- und Hirnchirurgie, Antisepsis
- Theodor Billroth (1829–1894), Magenchirurgie
- Lorenz Böhler (1885–1973), Unfallchirurgie
- Hans Jörg Böhmig (1933–2023), Lebertransplantation
- Hans Georg Borst (1927–2022), Herz-Lungentransplantation
- Fritz von Bramann (1854–1913), Neurochirurgie
- Vincenz Czerny (1842–1916), Viszeralchirurgie, Urologie, Gynäkologie, Onkologie
- Anton von Eiselsberg (1860–1939), Unfallchirurgie, Neurochirurgie
- Themistocles Gluck (1853–1942), Knochen- und Gelenkersatz
- Alfred Gütgemann (1907–1985), Leberchirurgie
- Axel Haverich (* 1953), Herzchirurgie

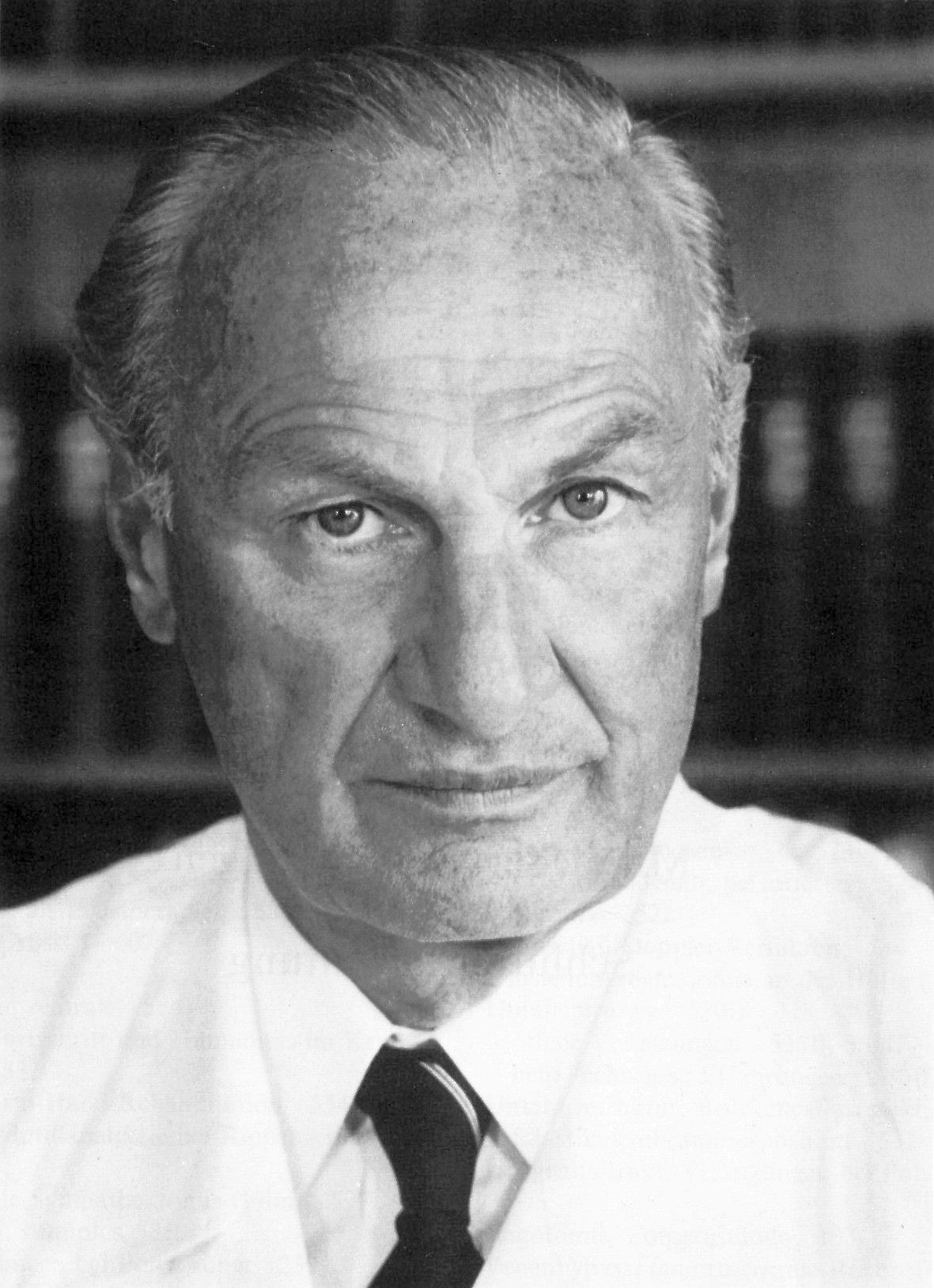
Georg Heberer (1920–1999)

- Georg Heberer (1920–1999), Gefäß- und Koronarchirurgie, Lungenchirurgie
- Roland Hetzer (* 1944), Herzchirurgie
- Martin Kirschner (1879–1942), Viszeralchirurgie, Rettungswesen
- Fritz König (1866–1952), Osteosynthese, Neurochirurgie
- Ilse Krause (1917–1984), erste Kinderchirurgin im geteilten Deutschland
- Gerhard Küntscher (1900–1972), Marknagel
- Arthur Läwen (1876–1958), Wegbereiter der Anästhesiologie
- Bernhard von Langenbeck (1810–1887), Kriegschirurgie
- Erich Lexer (1867–1937), Plastische Chirurgie
- Fritz Linder (1912–1994), Onkologie
- Peter Friedrich Matzen (1909–1986), Orthopädische Chirurgie

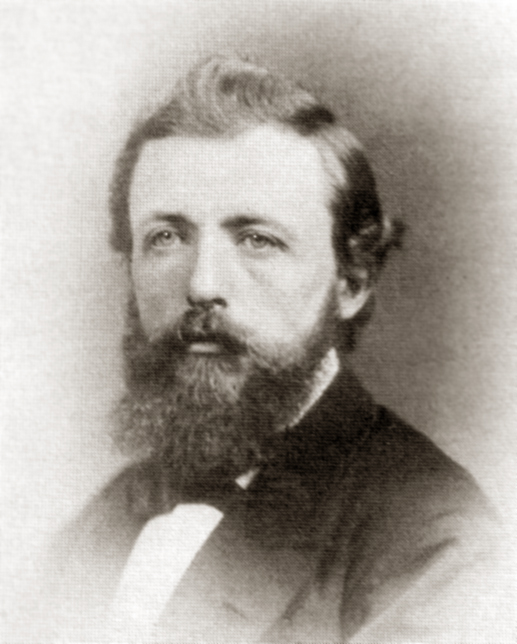
Johann von Mikulicz (1850–1905)

- Johann von Mikulicz (1850–1905), Gastroskopie, Lungenchirurgie, Orthopädie, Urologie, Plastische Chirurgie
- Rudolf Nissen (1896–1981), Thoraxchirurgie, Fundoplicatio
- Erwin Payr (1871–1946), Onkologie, Urologie
- Hans-Jürgen Peiper (1925–2025), Allgemein- und Viszeralchirurgie, Ösophagus-, Magen- und Pankreaschirurgie
- Heinrich von Pfalzpaint (um 1400–1464), Plastische Chirurgie
- Heinz Pichlmaier (1930–2019), Thoraxchirurgie, Nierentransplantation, Gefäßchirurgie
- Rudolf Pichlmayr (1932–1997), Pionier der Lebertransplantation
- Fritz Rehbein (1911–1991), Kinderchirurgie
- August Gottlieb Richter (1742–1812), viele Gebiete der Chirurgie[65]
- Franz Xaver Ritter von Rudtorffer (1760–1833), Wiener Chirurg[66]
- Ferdinand Sauerbruch (1875–1951), Kriegschirurgie, Thoraxchirurgie
- Julius Scriba (1848–1905), Ordinarius in Tokyo
- Carl Caspar von Siebold (1736–1807), Anatom, Chirurgie und Geburtshelfer am Würzburger Juliusspital, Begründer der akademischen Chirurgie

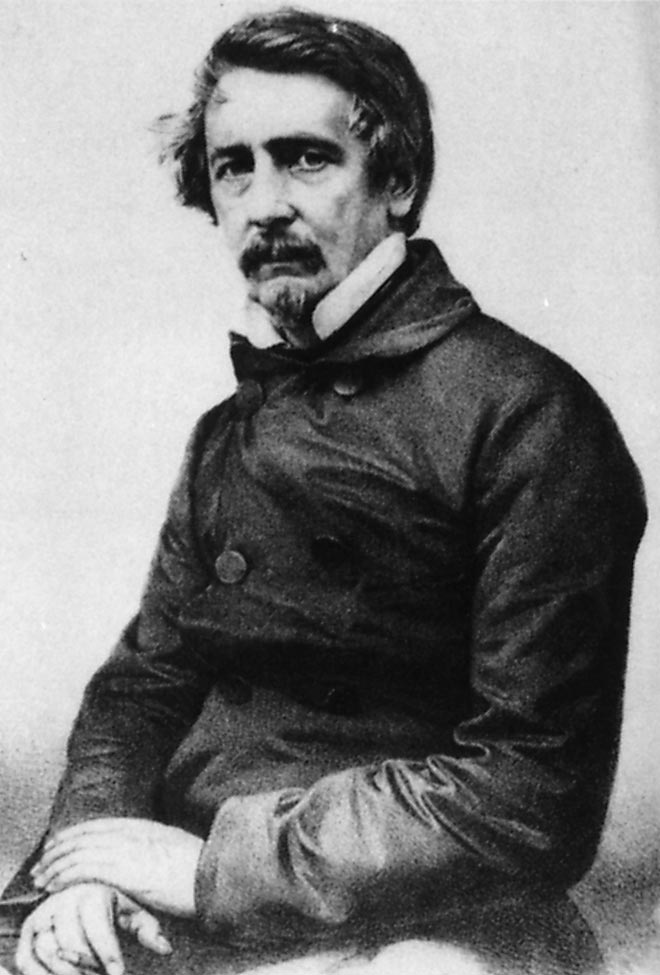
Louis Stromeyer (1804–1876)

- Louis Stromeyer (1804–1876), Kriegschirurgie
- Carl Thiem (1850–1917), „Vater der Unfallheilkunde“
- Friedrich Trendelenburg (1844–1924), Kriegschirurgie, Antisepsis
- Harald Tscherne (* 1933), Unfallchirurgie
- Richard von Volkmann (1885–1930), Knochenchirurgie, Antisepsis
- Jörg Vollmar (1923–2008), Doyen der Gefäßchirurgie
- Werner Wachsmuth (1900–1990), Kriegschirurgie, „Nestor der deutschen Chirurgen“
- Wilhelm Wagner (1848–1900), Autodidakt im Vorstand der Deutschen Gesellschaft für Chirurgie, größte Verdienste in Oberschlesien
- Alfred Nikolaus Witt (1914–1999), Orthopädie und Unfallchirurgie
- Helmut Wolff (1928–2017), Pionier der Transplantationsmedizin in der DDR
- Rudolf Zenker (1903–1984), erste Herztransplantation in Deutschland

Nissen und Wachsmuth sind die wichtigsten Chirurgenbiografien des 20. Jahrhunderts zu verdanken. Peter Bamm veröffentlichte 1952 seinen berühmten Bericht über die Kriegschirurgie im Heer der Wehrmacht.

## Fachzeitschriften
Die Chirurgie (2022 umbenannt, vorher: Der Chirurg) ist in Deutschland das wichtigste Publikationsorgan für Chirurgie. Langenbecks Archiv für Chirurgie hatte Weltgeltung; es wurde 1860 gegründet und 1998 anglisiert. Weit verbreitet war die Chirurgische Allgemeine, deren Erscheinen 2023 eingestellt wurde.

## Wichtige Fachgesellschaften
- American College of Surgeons
- Berliner Chirurgische Gesellschaft, Deutschlands älteste Chirurgenvereinigung
- Deutsche Gesellschaft für Chirurgie
- Berufsverband der Deutschen Chirurgie
- Schweizerische Gesellschaft für Chirurgie
- International Society of Surgery
- Royal College of Surgeons of Edinburgh
- Royal College of Surgeons of England
- Royal College of Surgeons in Ireland
- Royal College of Physicians and Surgeons of Glasgow